# Оливейра Мартинш, Жуакин Педру де
Жуаки́н Пе́дру де Оливе́йра Ма́ртинш (порт. Joaquim Pedro de Oliveira Martins; 30 апреля 1845, Лиссабон — 24 августа 1894, там же) — португальский политик, писатель

, депутат и министр по делам казначейства.
Оливейра считается одной из ключевых фигур в современной истории Португалии. Его работы повлияли на многие поколения писателей, таких, как Антониу Сержиу (1883—1969), Антониу Сардинья (1887—1925), а также философов.
10 марта 1865 года он женился на Виктории Машкареньяш Барбоза. Его внучатый племянник — бывший министр финансов Гилерму де Оливейра Мартинш.

## Биография
Оливейра рос сиротой. Не получив, по недостатку средств, законченного образования, начал работу торговым служащим, затем из-за того, что его компания обанкротилась, он стал менеджером шахты в Андалусии. В 1869—1874 жил в Испании, где в начале 1870-х гг. в качестве публициста активно участвовал в социалистическом движении. На протяжении жизни сменил ряд противоположных идеологий: был социалистом-прудонистом, иберистом, либералом и антилибералом, республиканцем и монархистом.
В 1874 году Мартинш вернулся в Португалию, чтобы координировать строительство железной дороги между Порту, Повуа де Варзин и Вила Нова де Фамаликан.
В 1880 году он был избран президентом Коммерческого Географического Общества Порту. Через четыре года Мартинш стал менеджером Музея промышленности и торговли в том же городе. Позже он был менеджером компании из Мозамбика и членом исполнительной комиссии Португальской промышленной выставки.
В 1883 году Оливейра Мартинш стал депутатом, избранным в Виана-ду-Каштелу. В 1889 году — в Порту. В 1893 году он был назначен вице-президентом Общественного кредитного совета. Стал одним из ведущих деятелей «поколения семидесятых» (Geração de 70, поколения 1870-х, в которое входят такие писатели, как Антеру де Кентал, Эса де Кейрош, Рамалью Ортиган и Герра Жункейру). Мартинш находился под влиянием многих литературных школ XIX века.

## Основные работы
Оливейра Мартинш писал для крупных литературных, научных, политических и социальных португальских журналов. Его обширная работа началась с романа Febo Moniz (1867). В области социальных наук его основными работами являются «Элементы антропологии» (1880), «Режим богатства» (1883) и «Хронологическая таблица» (1884). Его историографические работы включают в себя «Историю иберийской цивилизации, Историю Португалии» (1879), «Бразилию и португальские колонии» (1880), «Историю римской республики» (1885), «Дети Д. Жуана I» (1891) и «Жизнь Нуну Алвареша» (1893). Его работы повлияли на португальскую политическую жизнь, историографию, критику и литературу как и во время его жизни, так и в XX веке. Впрочем, его работы также породили и большой спор: например, писатели-интегралисты обвинили его в крайнем пессимизме и антипатриотизме.

## Историография Мартинша
По словам историка Сержиу Кампуша Матуша, в историографических работах Мартинша «одно событие всегда связано с тотальностью, с принципом единства». Мартинш колебался между социальным детерминизмом и индивидуальным утверждением, полагая, что коллективный разум и индивидуальный разум не могут быть разделены. Для него история португальской нации была «чередой добровольных действий, планов государственных деятелей»; однако действия этих людей были подчинены идеальной системе определяющих принципов и законов, разделяющих идею о том, что человеческие действия являются инструментом судьбы. Оливейра Мартинш скептически относился к «универсальной истории», отрицая существование законов в истории и предпочитая преподавание хронологии и философии истории. Он также скептически относился к историческому любовному роману, который считал «гибридным и ложным жанром», поэтому предпочел повествовательную историю. Тезис Мартинша оказался противоречивым в контексте второй половины XIX века, когда такие области, как археология, этнология, филология и география, получили большое развитие и когда была тенденция рассматривать историю как дисциплину, основанную на естественном праве.
На Оливейру Мартиншу большое влияние оказали такие авторы, как немецкий историк Теодор Моммзен. В особенности, его идея о том, что, важность, придаваемая герою как человеку, который лучше всего воплощает душу нации, коллективную психологию нации в данный исторический момент, соответствующий ее требованиям и амбициям. В последних работах Мартинша функция личности в истории возрастает, что является признаком его скептицизма в отношении немедленного национального возрождения.